# 佐竹新市

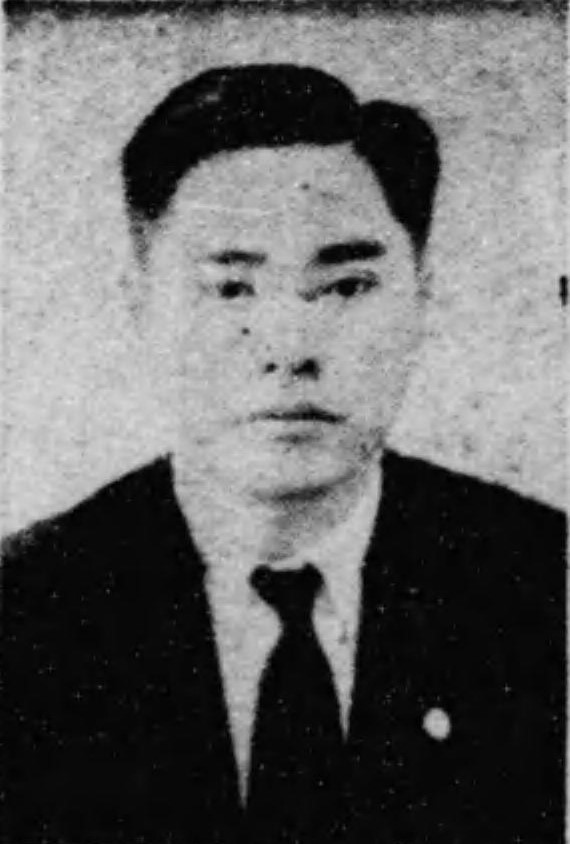
佐竹新市

佐竹 新市（さたけ しんいち、1900年12月5日 - 1982年6月20日）は、広島県出身の政治家。衆議院議員を4期務めた。

## 経歴
1900年（明治33年）広島県山県郡川迫村（現：広島県山県郡北広島町）に生まれる。広島市の旧制修道中学校（現：修道中学校・高等学校）を中退。その後石炭販売外交員などをしたのち、1924年（大正13年）頃から労農運動に参加し、1927年（昭和2年）労働農民党広島県支部支部長となり、1929年（昭和4年）中国無産党を結成し広島市会議員となる。のち社会大衆党などで活躍し、1933年（昭和8年）広島統一労働組合結合結成大会で委員長となる。1935年（昭和10年）広島県会議員に当選。1938年（昭和13年）人民戦線事件で検挙され起訴猶予となったが社会大衆党を除名される。1939年（昭和14年）中国に渡り1946年（昭和21年）帰国。1947年（昭和22年）第23回衆議院議員総選挙に日本社会党から立候補し当選（広島1区）。その後第24回、第26回、第27回衆議院議員総選挙で再選され計4期議員を務めた。
1971年4月の春の叙勲で勲二等に叙され、瑞宝章を受章する。
1982年（昭和57年）6月20日、死去。81歳没。同年7月16日、特旨を以て位記を追賜され、死没日付で従四位に叙された。